# The Last Ship (album)
Pour les articles homonymes, voir The Last Ship.
Albums de Sting
Symphonicities
(2010) 57th & 9th
(2016)
Singles
1. Practical Arrangement
Sortie : 15 juillet 2013
2. And Yet
Sortie : 13 août 2013

The Last Ship est le onzième album studio du chanteur britannique Sting sorti le 24 septembre 2013.
Il s'agit d'un album concept qui rend hommage aux anciens chantiers navals de Newcastle, la ville où il a grandi. Le disque a fait l'objet en 2014 d'une adaptation en comédie musicale produite par Sting.

## Liste des chansons
| No  | Titre                                       | Durée |
| --- | ------------------------------------------- | ----- |
| 1.  | The Last Ship                               | 3:51  |
| 2.  | Dead Man's Boots                            | 3:30  |
| 3.  | And Yet                                     | 3:53  |
| 4.  | August Winds                                | 3:18  |
| 5.  | Language of Birds                           | 3:30  |
| 6.  | Practical Arrangement                       | 3:20  |
| 7.  | The Night the Pugilist Learned How to Dance | 4:13  |
| 8.  | Ballad of the Great Eastern                 | 5:15  |
| 9.  | What Have We Got? (featuring Jimmy Nail)    | 3:35  |
| 10. | I Love Her But She Loves Someone Else       | 3:42  |
| 11. | So to Speak (featuring Becky Unthank)       | 4:07  |
| 12. | The Last Ship (Reprise)                     |       |

| 1. | Shipyard (featuring Jimmy Nail, Brian Johnson et Jo Lawry) | 6:01 |
| 2. | It's Not the Same Moon                                     | 2:55 |
| 3. | Hadaway                                                    | 3:18 |
| 4. | Sky Hooks and Tartan Paint (featuring Brian Johnson)       | 3:34 |
| 5. | Show Some Respect                                          | 4:48 |

| 1. | Shipyard (featuring Jimmy Nail, Brian Johnson et Jo Lawry) | 6:01 |
| 2. | It's Not the Same Moon                                     | 2:54 |
| 3. | Hadaway                                                    | 3:18 |
| 4. | Jock the Singing Welder                                    | 2:49 |
| 5. | Sky Hooks and Tartan Paint (featuring Brian Johnson)       | 3:36 |
| 6. | Peggy's Song (featuring Rachel Unthank)                    | 2:39 |
| 7. | Show Some Respect                                          | 4:52 |
| 8. | Practical Arrangement (Duo original, featuring Jo Lawry)   | 4:35 |

## Personnel
- Sting – chant, guitare acoustique, basse, cloches, cymbales
- Rob Mathes – piano, claviers, guitare acoustique, chœurs
- Dominic Miller – guitares acoustique et électrique
- Ira Coleman – basse
- Joe Bonadio – batterie, percussions
- Peter Tickell – violon, mandoline (solo sur "What Have We Got?" et "Show Some Respect")
- Julian Sutton – mélodéon
- Kathryn Tickell – violon, Northumbrian smallpipes (solo sur "The Last Ship" et "Sky Hooks and Tartan Paint")
- Jo Lawry – chœurs ("Shipyard"), duo vocal (sur "Practical Arrangement")
- Jimmy Nail – chant ("What Have We Got?" et "Shipyard"), chœurs
- Brian Johnson – chant ("Shipyard" et "Sky Hooks and Tartan Paint")
- Thomas Bowes – premier violon
- Emlyn Singleton – second violon
- Rita Manning, Boguslaw Kostecki, Warren Zielinski, Cathy Thompson, Chris Tombling, Debbie Widdup, Mark Berrow, Gaby Lester, Steve Morris – violons
- Peter Lale – premier alto
- Bruce White, Andy Parker – alto
- Anthony Pleeth – premier violoncelle
- Martin Loveday, Dave Daniels – violoncelle
- Jon Carnac – clarinette
- Gavin McNaughton – basson
- Richard Watkins, David Pyatt, Nicholas Korth, Michael Thompson – cor Français
- John Barclay, Kate Moore, Tom Rees-Roberts, Richard Edwards – trompette
- Richard Edwards – trombone ténor
- Andy Wood – euphonium
- Owen Slade – tuba
- Rachel Unthank – chant ("Peggy's Song"), clogs ("What Have We Got?")
- Becky Unthank – duo vocal ("So to Speak")
- The Wilson Family – chant ("The Last Ship", "Ballad of the Great Eastern", "What Have We Got?", "The Last Ship (Reprise)", "Shipyard", "Hadaway", "Sky Hooks and Tartan Paint", "Show Some Respect")
- Alan Stepansky – violoncelle ("It's Not the Same Moon")
- Dave Mann – saxophone alto("Jock the Singing Welder")
- Aaron Heick – saxophone ténor("Jock the Singing Welder")
- Roger Rosenberg – saxophone baryton("Jock the Singing Welder")
- Jeff Kievit – trompette ("The Last Ship", "Dead Man's Boots", "The Last Ship (Reprise)")
- Tony Kadleck – trompette ("The Last Ship", "Dead Man's Boots", "The Last Ship (Reprise)")
- Bob Carlisle – cor Français ("The Last Ship", "Dead Man's Boots", "The Last Ship (Reprise)")
- Chris Komer – cor français ("The Last Ship", "Dead Man's Boots", "The Last Ship (Reprise)")
- Mike Davis – ténor trombone ("The Last Ship", "Dead Man's Boots", "The Last Ship (Reprise)")
- Richard Harris – euphonium ("The Last Ship", "Dead Man's Boots", "The Last Ship (Reprise)")
- Marcus Rojas – tuba ("The Last Ship", "Dead Man's Boots", "The Last Ship (Reprise)")

## Classements internationaux
| Classement (2013)                  | Meilleure position |
| ---------------------------------- | ------------------ |
| Allemagne (Media Control AG)       | 3                  |
| Australie (ARIA)                   | 39                 |
| Autriche (Ö3 Austria Top 40)       | 8                  |
| Belgique (Flandre Ultratop)        | 8                  |
| Belgique (Wallonie Ultratop)       | 8                  |
| Croatie                            | 3                  |
| Danemark (Tracklisten)             | 8                  |
| Espagne (Promusicae)               | 30                 |
| Finlande (Suomen virallinen lista) | 25                 |
| France (SNEP)                      | 10                 |
| Hongrie (Mahasz)                   | 7                  |
| Irlande (IRMA)                     | 23                 |
| Italie (FIMI)                      | 3                  |
| Norvège (VG-lista)                 | 3                  |
| Pays-Bas (Mega Album Top 100)      | 6                  |
| Pologne (ZPAV)                     | 1                  |
| Portugal (AFP)                     | 12                 |
| Suède (Sverigetopplistan)          | 12                 |
| Suisse (Schweizer Hitparade)       | 9                  |
| Royaume-Uni (UK Albums Chart)      | 14                 |
| États-Unis (Billboard 200)         | 13                 |